# NGC 1358
NGC 1358 este o infrared source⁠(d) situată în constelația Eridanul. A fost descoperită în 1785 de către William Herschel. Se află la o distanță de 58,2 de megaparseci de Pământ.